# Псевдо-Захария
Псевдо-Захария (VI век) — неизвестный компилятор-переводчик «Церковной истории» церковного историка Захарии Митиленского. Возможно — раннехристианский писатель и церковный деятель Захария Ритор.

## Церковная история
Захария Ритор получил образование в Александрии и Бейруте, служил в Константинополе (под ритором в то время понимали адвоката). Написал около 518 года монофизитскую «Церковную историю», посвятив её главе монофизитской же церкви патриарху Севиру. Однако к 536 году Захария Ритор обратился в православие и стал епископом Митиленским. Некоторые исследователи склонны различать Захарию Ритора и митиленского епископа Захарию Схоластика; это — одна из причин использования наименования «Псевдо-Захария».
Перу Захарии Ритора приписывают написанное на сирийском житие Петра Ивера, с которого был осуществлен перевод жизнеописания этого святого на грузинский язык.
Подлинник «Церковной истории», охвативший период от 450 до 491 года и, по предположению Ланда, написанный на греческом, не сохранился. До наших дней дошёл сокращённый и изменённый сирийский её перевод. Имя автора перевода, жителя сирийского города Амида, неизвестно; в историографии его называют Псевдо-Захария. Работа Захарии Митиленского вошла в состав компиляции Псевдо-Захарии и составила III—VI книги от труда последнего.
Остальные I—II и VII—XII книги написаны по сочинениям других авторов. Седьмая глава XII книги составлена сирийским автором самостоятельно. Псевдо-Захария свой компилятивный труд завершил в 569 году, на 880 год селевкидской эры.

## Описание мира из хроники Псевдо-Захарии
В начале текста собственно Псевдо-Захарии им дано географическое описание мира. В основном, это классическое описание Клавдия Птолемея, однако, оно дополнено следующим текстом:
«Базгун земля со (своим) языком, которая примыкает и простирается до Каспийских ворот и моря, которые (находятся) в пределах гуннских. За воротами живут бургары, со (своим) языком, народ языческий и варварский, у них есть города, и аланы, у них пять городов. Из пределов Даду живут в горах, у них есть крепости. Ауангур, народ, живущий в палатках, аугар, сабир, бургар, куртаргар, авар, хазар, дирмар, сирургур, баграсик, кулас, абдел, ефталит, эти тринадцать народов, живут в палатках, существуют мясом скота и рыб, дикими зверьми и оружием. Вглубь от них (живет) народ амазраты и люди-псы, на запад и на север от них (живут) амазонки (amazonides), женщины с одной грудью, они живут сами по себе и воюют с оружием и на конях. Мужчин среди них не находится, но если они желают прижить, то они отправляются мирно к народам по соседству с их землёй и общаются с ними около месяца и возвращаются в свою землю. Если они рождают мужской пол, то убивают его, если женский, то оставляли и таким образом они поддерживали своё положение. Соседний с ними народ ерос, мужчины с огромными конечностями, у которых нет оружия и которых не могут носить кони из-за их конечностей. Дальше на восток, у северных краев, есть еще три черных народа».

## Мнения историков о народе «ерос»
Помимо того, что этот текст считается первым упоминанием хазар, часто он интерпретируется и как первое упоминание русов (росов) в виде «ерос». Псевдо-Захарий, наравне с реально существовавшими народами, упоминает и фантастичные народы — амазонки, амазраты (возможно, люди-карлики), люди-псы и др. Эта традиция восходит к Геродоту (IV, 49; II, 33). При описании Северо-Причерноморского и Кавказского регионов многие средневековые историки и географы продолжали следовать античным историкам и философам, в результате чего ошибки появлялись даже у тех, кто путешествовал в описываемых регионах (например, Иоанн Плано Карпини, Бенедикт Поляк и др.).
В начале XX века Йозеф Маркварт дал оценку данному известию. Будучи сторонником скандинавской атрибуции упоминаемого Псевдо-Захарией этноса, Маркварт полагал, что это были выходцы из Скандинавии, появившиеся в землях Юго-Восточной Европы уже в это время. Позже, А. П. Дьяконов и Н. В. Пигулевская предположили антское происхождение. Затем Б. А. Рыбаков переименовал древности (археологические находки) антов в древности русов, а В. В. Седов ограничил их ареал Средним Поднепровьем — ядром будущей Киевской Руси. Однако, В. В. Седов считал проблематичной привязать народ «ерос» к конкретной территории, так как Псевдо-Захарий не сообщает никаких географических координат местожительства этого народа. X. Ловмяньский, признавая этноним «ерос» у Псевдо-Захарии «первым подлинным упоминанием о руси, не вызывающим оговорок», считал, что это название попало в труд сирийского автора из армянского источника, где Hros значится в конце списка кавказских народов.
По мнению М. Ю. Брайчевского, народ «ерос» скорее принадлежал к племенам сармато-аланского происхождения, чем к славянам; Брайчевский считал этот этноним не славянским, но и не скандинавским, а имеющим отношение к сарматским племенам, этноним которых потом перешёл к славянам. Некоторые историки отмечали фантастический контекст, в котором помещается народ «ерос». В. Я. Петрухин полагает, что народа рус/рос в VI веке не было, а в «Церковную историю» Псевдо-Захарии его упоминание попало из греческого перевода Книги Иезекииля, где еврейский титул наси-рош (верховный глава) был переведён как архонт Рос.

## Издания переводов источника
- Hamilton F.J., Brooks E.W. The Syriac chronicle known as that of Zachariah of Mitylene. — London, 1899.
- Пигулевская Н. В. Сирийские источники по истории народов СССР. — М.; Л., 1941.
- Хроника Псевдо-Захарии. IV, 1-2 / Пер. В. М. Кириллова // Классическая и византийская традиция. 2016. Белгород, 2016. С. 195—199. ISBN 978-5-9571-2249-4